# Міхаель Свобода
Міхаель Свобода (нім. Michael Svoboda; нар. 15 жовтня 1998, Відень, Австрія) — австрійський футболіст, захисник італійської «Венеції».

## Життєпис
Футболом розпочав займатися в «Анкерброті» (Монтелаа). У 2005 році перейшов до юнацької команди «Рапід» (Відень). Наступного року перебрався в «Швечат». У травні 2016 року дебютував за першу команду «Швечату» в Регіональній лізі, вийшов у стартовому складі в переможному (4:0) поєдинку 28-го туру сезону 2015/16 проти «Нойзідль-ам-Зеє».
У сезоні 2016/17 року перейшов до іншого представника Регіональної ліги, «Штадлау». За два роки в команді провів 42 матчі Регіоналліги та відзначився трьома голами.
У сезоні 2018/19 років перейшов до клубу другого дивізіону «Ваттенс». Дебютував у другому дивізіоні в липні 2018 року, вийшов на заміну Девіду Гугганігу на 64-й хвилині в першому турі проти СВ Лафніца. З «Ваттенс» вийшов до Бундесліги як переможець другого дивізіону, після чого клуб перейменувала в «Сваровскі Тіроль». В еліті австрійського футболу дебютував у переможному (3:1) поєдинку проти «Аустрії» (Відень). Зіграв 57 матчів за команду, а по завершенні сезону 2019/20 років залишив команду.
20 серпня 2020 року перейшов до представника другого дивізіону чемпіонату Італії ФК «Венеція», з яким підписав контракт до червня 2023 року. Дебютував за нову команду 15 листопада 2020 року в 5-му турі Серії B проти «Віртус Ентелли». Першим голом за венеційців відзначився в нічийному (1:1) поєдинку проти «Пізи». Разом з «Венецією» виграв плей-оф та вийшов до Серії A. 22 серпня дебютував у вищому дивізіоні, у домашньому матчі проти «Наполі», вийшовши на поле в другому таймі замість Тайронна Ебуехі.

## Статистика виступів

### Клубна
Statistiche aggiornate al 12 gennaio 2022.
| Сезон                                          | Команда                                        | Чемпіонат                                      | Чемпіонат | Чемпіонат | Нац. кубок | Нац. кубок | Нац. кубок | Конт. кубок | Конт. кубок | Конт. кубок | Інші кубки | Інші кубки | Інші кубки | Загалом | Загалом | Загалом |
| Сезон                                          | Команда                                        | Змаг.                                          | Матчі     | Голи      | Змаг.      | Матчі      | Голи       | Змаг.       | Матчі       | Голи        | Змаг.      | Матчі      | Голи       | Матчі   | Голи    |         |
| ---------------------------------------------- | ---------------------------------------------- | ---------------------------------------------- | --------- | --------- | ---------- | ---------- | ---------- | ----------- | ----------- | ----------- | ---------- | ---------- | ---------- | ------- | ------- | ------- |
| 2015-2016                                      | «Швечат»                                       | РЛ                                             | 3         | 0         | КА         | 0          | 0          | -           | -           | -           | -          | -          | -          | 3       | 0       |         |
| 2016-2017                                      | «Штадлау»                                      | РЛ                                             | ?         | ?         | КА         | 0          | 0          | -           | -           | -           | -          | -          | -          | 0+      | 0+      |         |
| 2017-2018                                      | «Штадлау»                                      | РЛ                                             | ?         | ?         | КА         | 1          | 0          | -           | -           | -           | -          | -          | -          | 1+      | 0+      |         |
| Загалом за «Штадлау»                           | Загалом за «Штадлау»                           | Загалом за «Штадлау»                           | 34        | 3         |            | 1          | 0          |             | -           | -           |            | -          | -          | 35      | 3       |         |
| 2018-2019                                      | ВСГ (Ваттенс)                                  | 2Л                                             | 26        | 4         | КА         | 2          | 0          | -           | -           | -           | -          | -          | -          | 28      | 4       |         |
| 2019-2020                                      | «Сваровскі Тіроль»                             | БЛ                                             | 31        | 1         | КА         | 3          | 0          | -           | -           | -           | -          | -          | -          | 34      | 1       |         |
| ТЗагалом за ВСГ (Ваттенс) / «Сваровскі Тіроль» | ТЗагалом за ВСГ (Ваттенс) / «Сваровскі Тіроль» | ТЗагалом за ВСГ (Ваттенс) / «Сваровскі Тіроль» | 57        | 5         |            | 5          | 0          |             | -           | -           |            | -          | -          | 62      | 5       |         |
| 2020-2021                                      | «Венеція»                                      | B                                              | 19+4      | 1         | КІ         | 2          | 0          | -           | -           | -           | -          | -          | -          | 25      | 1       |         |
| 2021-2022                                      | «Венеція»                                      | A                                              | 10        | 0         | КІ         | 2          | 0          | -           | -           | -           | -          | -          | -          | 12      | 0       |         |
| Загалом за «Венецію»                           | Загалом за «Венецію»                           | Загалом за «Венецію»                           | 29+4      | 1         |            | 4          | 0          |             | -           | -           |            | -          | -          | 37      | 1       |         |
| Усього за кар'єру                              | Усього за кар'єру                              | Усього за кар'єру                              | 127       | 9         |            | 10         | 0          |             | -           | -           |            | -          | -          | 137     | 9       |         |

## Досягнення
ВСГ (Ваттенс)
- Друга ліга Австрії
  -  Чемпіон (1): 2018/19